# Голубь (река)
Голубь — река в России, протекает в Ставропольском крае. Устье реки — Чограйское водохранилище (104 км по правому берегу реки Восточный Маныч). Длина реки составляет 38 км, площадь водосборного бассейна 360 км².

## Данные водного реестра
По данным государственного водного реестра России относится к Западно-Каспийскому бассейновому округу, водохозяйственный участок реки — Восточный Маныч от истока до Чограйского гидроузла. Речной бассейн реки — Бессточные районы междуречья Терека, Дона и Волги.
Код объекта в государственном водном реестре — 07010000112108200001305.